# Alexandre Stoletov
Alexandre Grigorievitch Stoletov (en russe : Александр Григорьевич Столетов), né le 10 août 1839  à Vladimir et mort le 27 mai 1896 à Moscou, est un physicien russe, père de l'électrotechnique et professeur à l'université de Moscou. Il était le frère du général Nikolaï Stoletov. Il est enterré au cimetière Saint-Vladimir de Vladimir.
- Notices d'autorité :   - VIAF
  - ISNI
  - LCCN
  - GND
  - Pays-Bas
  - Pologne
  - Israël
  - NUKAT
  - Tchéquie
  - WorldCat